# Енино Первое
Енино Первое — деревня в Покровском районе Орловской области России.
Входит в состав Дросковского сельского поселения.

## География
Деревня находится юго-восточнее деревни Харчиково и северо-западнее деревни Енино Второе на правом берегу реки Дросково, впадающей в реку Фошня.

## Население
| 2010 |
| ---- |
| 1    |